# Richard Jenkins
Richard Dale Jenkins (ur. 4 maja 1947 w DeKalb w stanie Illinois) – amerykański aktor, dwukrotnie nominowany do Oscara za: najlepszą pierwszoplanową rolę męską w filmie Spotkanie i najlepszą drugoplanową rolę męską w filmie Kształt wody.
Syn Elizabeh M. i Dale Stevens Jenkins. Zaczął rozwijać się aktorsko w Uniwersytecie Illinois Wesleyan. Poślubił Sharon R. Frederick w 1969, z którą ma dwoje dzieci: Sarah Pamela i Andrew Dale.
Pracował w Trinity Repertory Theater Company w Providence, Rhode Island do momentu zagrania w telewizyjnym filmie Feasting with Panthers (1974).
Najbardziej znany jest z serialu Sześć stóp pod ziemią gdzie grał seniora rodu Fisherów, założyciela rodzinnej firmy pogrzebowej. Jego postać została uśmiercona na samym początku serialu w wypadku samochodowym, pojawiał się później jako duch albo zjawa w snach reszty swojej serialowej rodziny.

## Filmografia
- 1984: The Little Sister jako Roger Davis
- 1984: Concealed Enemies jako Nicholas Vazzana
- 1986: Hannah i jej siostry (Hannah and Her Sisters) jako dr Wilkes
- 1986: Projekt Manhattan (The Manhattan Project) jako oficer kontrolny
- 1986: On Valentine's Day jako Bobby Pate
- 1987: Czarownice z Eastwick (The Witches of Eastwick) jako Clyde Alden
- 1987: Rachel River jako Cordell
- 1988: Mały Nikita (Little Nikita) jako Richard Grant
- 1989: Jak dostałem się na studia (How I Got Into College) jako Bill Browne
- 1989: Blaze jako Picayune
- 1989: Kojak – Wady charakteru (Kojak: Fatal Flaw) jako Joel Litkin
- 1989: Morze miłości (Sea of Love) jako Gruber
- 1990: Dopóki o mnie pamiętacie (When You Remember Me) jako Vaughan
- 1990: Spadający anioł (Descending Angel) jako Richard Jenkins
- 1990: Czcij ojca swego (Rising Son) jako Tommy
- 1990: Challenger jako Gregory B. Jarvis
- 1990: Błękitna stal (Blue Steel) jako Mel Dawson
- 1991: Czas chwały (The Perfect Tribute) jako Blair
- 1991: Upiory przeszłości (Carolina Skeletons) jako Redy
- 1992: Przerwany lot F-16 (Afterburn) jako Acton Ryder
- 1993: Blues tajniaków (Undercover Blues) jako Frank
- 1993: Queen jako pan Benson
- 1994: Odzyskać dziecko (Getting Out) jako Chaplain
- 1994: Zagubieni w raju (Trapped in Paradise) jako Shaddus Peyser
- 1994: Wilk (Wolf) jako detektyw Bridger
- 1994: Dwa miliony dolarów napiwku (It Could Happen to You) jako C. Vernon Hale
- 1995: Skrawki życia (How to Make an American Quilt) jako Howell Saunders
- 1995: Indianin w kredensie (The Indian in the Cupboard) jako Victor
- 1996: Kanapa w Nowym Jorku (Un divan a New York) jako Campton
- 1996: Eddie jako Carl Zimmerman
- 1996: Po sąsiedzku (The Boys Next Door) jako Bob Klemper
- 1997: Śmierć na Evereście (Into Thin Air: Death on Everest) jako Beck Weathers
- 1997: Władza absolutna (Absolute Power) jako Michael McCarty
- 1997: Eye of God jako Willard Sprague
- 1999: Zagubione serca (Random Hearts) jako Truman Trainor
- 1999: Ekipa wyrzutków (The Mod Squad) jako detektyw Mothershed
- 1999: Zeznanie (The Confession) jako Cass O’Donnell
- 1999: Cedry pod śniegiem (Snow Falling on Cedars) jako szeryf Art Moran
- 2000: Ja, Irena i Ja (Me, Myself & Irene) jako agent Boshane
- 2000: Z księżyca spadłeś? (What Planet Are You From?) jako don Fisk
- 2001: O czym marzą faceci (One Night at McCool's) jako ojciec Jimmy
- 2001-2005: Sześć stóp pod ziemią (Six Feet Under) jako Nathaniel Fisher (gościnnie)
- 2001: Powiedz, że to nie tak (Say It Isn't So) jako Walter Wingfield
- 2001: Człowiek, którego nie było (The Man Who Wasn't There) jako Walter Abundas
- 2002: Sins of the Father jako Bobby Frank Cherry
- 2002: Zmiana pasa (Changing Lanes) jako Walter Arnell
- 2002: Kasa albo życie (Stealing Harvard) jako Zacny Emmett Cook
- 2003: Jądro Ziemi (The Core) jako generał Thomas Purcell
- 2003: Fałszywa dwunastka (Cheaper by the Dozen) jako Shake
- 2003: Okrucieństwo nie do przyjęcia (Intolerable Cruelty) jako Freddy Bender
- 2003: Kurczak (The Mudge Boy) jako Edgar Mudge
- 2004: Zatańcz ze mną (Shall We Dance) jako Devine
- 2005: Daleka północ (North Country) jako Hank
- 2005: Z ust do ust (Rumor Has It...) jako Earl Huttinger
- 2005: Dick i Jane: Niezły ubaw (Fun with Dick and Jane) jako Frank Bascom
- 2007: Spotkanie (The Visitor) jako profesor Walter Vale
- 2007: Królestwo (The Kingdom) jako dyrektor FBI James Grace
- 2008: The Brøken jako John McVey
- 2008: Bracia przyrodni (Step Brothers) jako Robert Doback
- 2008: Tajne przez poufne (Burn After Reading) jako Ted Treffon
- 2009: Norman jako Doug Long
- 2010: Czekając na wieczność jako Richard Twist
- 2010: Wciąż ją kocham jako pan Tyree
- 2012: Dom w głębi lasu (The Cabin in the Woods) jako Steve Hadley
- 2012: Jack Reacher: Jednym strzałem (Jack Reacher, stary tytuł: One Shot) jako Alex Rodin
- 2013: Świat w płomieniach (White House Down) jako Eli Raphelson
- 2016: Stacja Berlin (Berlin Station) jako Steven Frost
- 2017: Kształt wody (The Shape of Water) jako Giles